# Cuphea dipetala
Cuphea dipetala är en fackelblomsväxtart som först beskrevs av Carl von Linné d.y., och fick sitt nu gällande namn av Emil Bernhard Koehne. Cuphea dipetala ingår i släktet blossblommor, och familjen fackelblomsväxter. Inga underarter finns listade i Catalogue of Life.